# Tatyana Baramzina
Tatyana Nikolaevna Baramzina (em russo:  Татья́на Никола́евна Барамзина́) (Glazov, 19 de dezembro de 1919 – Smalyavichy, 5 de julho de 1944) foi uma atiradora de elite e operadora de comunicações do Exército Vermelho durante a Segunda Guerra Mundial. 
Por sua bravura e sacrifício ao proteger soldados feridos do Exército Vermelho, foi condecorada postumamente com o título de Heroína da União Soviética em 24 de março de 1945.
Voluntária na guerra, Tatyana se ofereceu para participar de uma perigosa operação de desembarque antecipado, com o objetivo de impedir que as forças alemãs utilizassem uma estrada estratégica na Bielorrússia, no início da Operação Bagration. Quando seu grupo sofreu grandes perdas, ela teve a chance de se esconder em um campo de centeio e aguardar reforços, mas decidiu permanecer no local e defender um abrigo onde estavam soldados feridos.

## Biografia
Baramzina nasceu em 19 de dezembro de 1919, sendo a quinta de seis filhos de uma família de comerciantes russos. Seu pai fazia diversos trabalhos manuais, como pesca, construção de cercas, tecelagem de redes e conserto de barcos, enquanto sua mãe assava pão de centeio para vender em uma barraca no mercado. Apesar das dificuldades financeiras e do sustento de seis filhos, seus pais foram privados de direitos em 1930, tendo grande parte de seus bens confiscados. Com a morte do pai em 1931, sua mãe enfrentou ainda mais desafios para sustentar a família, mas Tatyana conseguiu concluir o ensino secundário em meados da década de 1930.
Em certo momento, Tatyana sonhou em se tornar piloto, mas acabou optando pela carreira de professora. Trabalhou em escolas rurais até conseguir um emprego em uma escola na vila de Kachkashur, nos arredores de Glazov. Determinada a seguir com os estudos, formou-se na Escola Pedagógica de Glazov como aluna externa em julho de 1939. Após ser aceita na organização juvenil Komsomol em 1937, recebeu a função de líder pioneira em agosto de 1939, além de suas responsabilidades como professora. Durante o ano letivo, também fez um curso básico de primeiros socorros com outros professores.
Em agosto de 1940, Tatyana ingressou no Instituto Pedagógico Molotov, na cidade de Perm, mas precisou abandonar os estudos em fevereiro de 1941 devido a cortes no financiamento de bolsas. Então, conseguiu um emprego como professora em um jardim de infância.

## Segunda Guerra Mundial
Quando a Alemanha Nazista invadiu a União Soviética, Baramzina fez um curso de enfermagem de seis meses e tentou se alistar no Exército. Inicialmente, seu pedido foi recusado, mas ela não desistiu. Formou-se com honras em um curso de tiro de precisão, o que lhe garantiu uma vaga na Escola Central de Treinamento de Atiradoras de Elite em junho de 1943.
Após concluir o treinamento em março de 1944, foi enviada para a frente ocidental como atiradora de elite no 252º Regimento de Infantaria. Chegou à linha de frente em 3 de abril de 1944 e, em menos de uma semana, fez sua primeira baixa. Em pouco tempo, acumulou 16 mortes confirmadas com seu rifle de precisão. No entanto, com a visão se deteriorando, precisou deixar a função de sniper. Determinada a continuar na guerra, solicitou sua transferência para a função de operadora de comunicações no posto de comando do regimento.
Além de operar as comunicações, Tatyana também ficou responsável por consertar as linhas telefônicas. Em maio de 1944, sob intenso fogo inimigo, percebeu que tropas alemãs estavam tentando atacar a retaguarda de seu batalhão. Conseguiu alertar seu comandante antes que ele fosse morto em combate e ajudou a organizar um contra-ataque. No final de junho, durante uma missão de reconhecimento em meio a pesados bombardeios de artilharia, consertou a linha telefônica do posto de comando 14 vezes, garantindo que as ordens pudessem ser transmitidas no campo de batalha.
Para a Operação Bagration, a 70ª Divisão de Infantaria organizou uma pequena força de assalto com a missão de bloquear as rotas a oeste que os nazistas poderiam usar para recuar. Na noite de 4 de julho, enquanto o Exército Vermelho se preparava para avançar conforme o planejado, Baramzina não estava inicialmente escalada para a operação. No entanto, conseguiu convencer seu comandante a deixá-la participar, argumentando que seu treinamento como atiradora de elite e enfermeira seria útil.
Após cruzar para a vila de Pekalin, o grupo se posicionou para o confronto iminente com uma coluna alemã desorganizada, que não esperava encontrar resistência. Assim que os nazistas chegaram aos arredores da vila, foram surpreendidos por uma emboscada da artilharia soviética, que os atacou de ambos os lados. Sem uma rota clara de fuga, os soldados alemães lutaram ferozmente e conseguiram manter o controle da vila por várias horas.
Os combatentes soviéticos gravemente feridos, incapazes de recuar para um campo de grãos próximo para se esconder, foram levados para um abrigo subterrâneo recém-capturado do inimigo. Tatyana decidiu ficar com eles, mesmo sabendo do grande risco que corria. Ela poderia ter escapado rastejando até o campo de centeio, onde estaria segura, pois os alemães estavam mais preocupados em fugir do cerco soviético do que em perseguir sobreviventes escondidos na floresta e no campo. Ainda assim, optou por permanecer ao lado dos feridos.
Enquanto cuidava dos soldados, tropas alemãs se aproximaram do abrigo. Ela pegou uma metralhadora e resistiu pelo máximo de tempo possível, mesmo estando em desvantagem numérica. Quando os primeiros três soldados inimigos tentaram invadir o local, Tatyana abriu fogo e os matou. Continuou atirando contra outros alemães que se aproximavam, abatendo vários inimigos até ficar sem munição.
Após ficar sem granadas para lançar contra os inimigos, Tatyana ficou indefesa. Dois soldados alemães conseguiram entrar no abrigo pelos fundos e jogaram granadas lá dentro, ferindo-a antes de invadirem o local. Tomados pela fúria, eles executaram os soldados feridos que ainda estavam vivos e, em seguida, arrastaram Tatyana para fora, onde a torturaram brutalmente. Ela foi esfaqueada e mutilada com baionetas, espancada com as coronhas dos rifles e, por fim, assassinada com um tiro de rifle antitanque na cabeça.
Algumas horas depois, reforços da 70ª Divisão de Infantaria conseguiram retomar a área e encontraram seu corpo. Apesar das pesadas baixas sofridas pelo primeiro grupo de assalto, a missão foi bem-sucedida: os soviéticos bloquearam a rota de retirada dos alemães, permitindo que as forças nazistas na região fossem completamente cercadas.
Em 18 de julho de 1944, Tatyana foi indicada para receber o título de Heroína da União Soviética por seu sacrifício. A homenagem foi concedida oficialmente em 24 de março de 1945. Seus restos mortais foram inicialmente enterrados em uma vala comum em Volma, mas, em 1963, foram transferidos para a cidade de Kalita.

## Memória
Além de um monumento no parque de Glazov, Rua de Proletarskaya, onde ela cresceu, existem ruas de Minsk e Izhevsk e fora de Escola Central de Formação de Mulheres Snipers, assim como uma série de outros locais e instituições que levam o seu nome.